# USS Illinois (BB-7)
USS Illinois (BB-7) byl americký predreadnought postavený v americké loděnici Newport News Shipbuilding. Jednalo se o vedoucí jednotku třídy Illinois.

## Technické specifikace

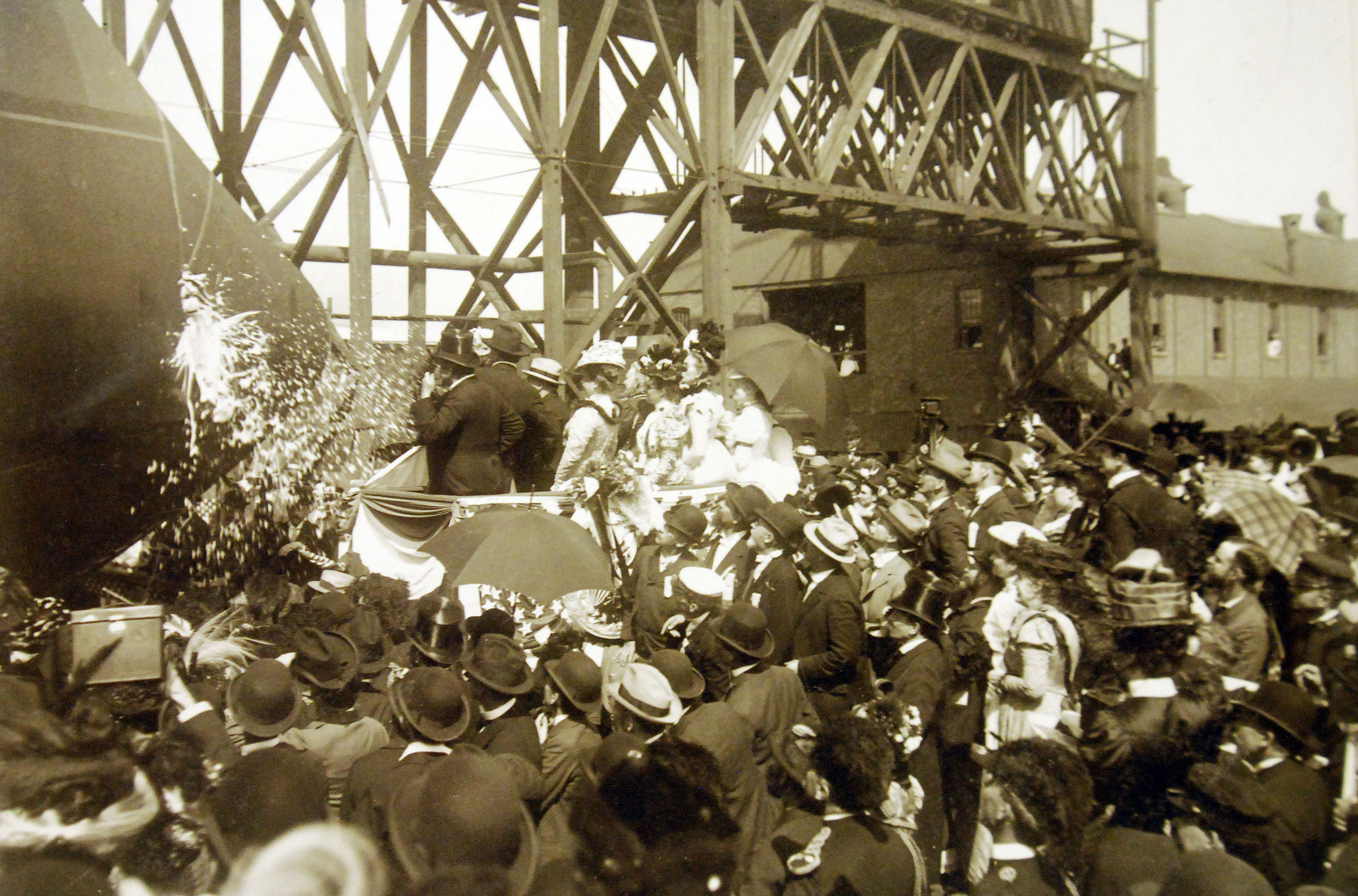
USS Illinois při spouštění na vodu v roce 1898

Illinois na délku měřila 114,4 m a na šířku 22,02 m. Ponor lodi byl hluboký 7,16 m a při maximálním výtlaku loď vytlačila 12 450 t vody. O pohon lodi se staralo osm uhelných kotlů, díky kterým loď mohla plout rychlostí 30 km/h. Posádku tvořilo 536 důstojníků a námořníků.

## Výzbroj
Nejsilnějšími zbraněmi na lodi byly dvě dvojhlavňové dělové věže s 305mm děly, které měly dostřel přes 10 km. Dále byla loď vybavena čtrnácti 152mm kanóny, šestnácti 57mm kanóny QF 6-pounder, šesti 37mm automatickými kanóny QF 1-pounder a čtyřmi torpédomety pro 457mm torpéda.